# IMAGE (人工衛星)
IMAGE（Imager for Magnetopause-to-Aurora Global Exploration）、またはエクスプローラー78号（Explorer 78）はNASAの太陽風の影響による地球磁気圏の大域的な変化を観測する人工衛星。地球磁気圏全体を観測する初の衛星である。2000年3月25日、デルタIIロケットによってヴァンデンバーグ空軍基地より打ち上げられ、2005年12月にミッションが終了した。
IMAGE は、近点高度1,000km、遠点高度45,000kmの地球楕円軌道上に位置し、軌道傾斜角は90度、周期は14.2時間。
IMAGEは初の地球磁場観測専用の人工衛星で、内部磁気圏におけるプラズマの大域的な画像を撮影した。

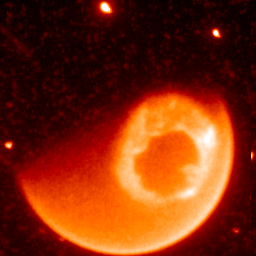
IMAGEの遠赤外線撮影システムにより撮影されたオーロラ